# Miramichi (fiume)
Il Miramichi è un fiume canadese, lungo 27 chilometri, ma si forma dall'unione di vari corsi d'acqua per una lunghezza totale di 200 chilometri. Sfocia nell'omonima baia, parte del Golfo di San Lorenzo.

## Geografia
Il bacino imbrifero del fiume Miramichi raccoglie le acque di un territorio che comprende un quarto del New Brunswick misurando approssimativamente 13.000 km² dei quali 300 km² riguardano l'ambiente dell'estuario nella parte interna della baia di Miramichi. Il bacino corrisponde approssimativamente alla Contea di Northumberland, ma comprende anche parti delle contee di Victoria, Carleton e York, nonché piccole parti delle contee di Gloucester  e Sunbury.
La lunghezza dei meandri del fiume Miramichi misura circa 250 km e comprende due importanti rami, il Miramichi di sudovest e il Miramichi di nordovest, ciascuno con i loro rispettivi affluenti. Quasi ogni ramo nel fiume, dalle rapide Push and Be Damned al Turnip patch ha un proprio nome, il che riflette l'importanza del fiume per pescatori, canoisti e boscaioli.
La marea raggiunge la parte superiore del fiume fino al Sunny Corner nel Miramichi di nordovest e al Renous-Quarryville nel Miramichi di sudovest, una distanza di circa 70 km verso l'interno a partire dal golfo di San Lorenzo. I due rami si uniscono a Newcastle, un sobborgo di Miramichi, dove il fiume diviene navigabile alle navi dirette al o provenienti dall'oceano. L'innalzamento del livello del mare nella baia di Miramichi ha riempito la bocca del fiume Miramichi di acqua salata. L'estuario comprende la parte interna della baia di Miramichi ed è protetto dalle tempeste oceaniche del golfo di San Lorenzo dalla barriera di isolette.
L'estuario è significativo per il suo ecosistema, molto produttivo, nonostante le sue relativamente ridotte dimensioni. L'estuario riceve le acque dolci del fiume Miramichi e quelle dei suoi affluenti, mescolandole con materiale organico dalle circostanti coste e con le inondazioni di acqua salata dal golfo di San Lorenzo, esso stesso un estuario, il più grande del pianeta.
L'estuario è un ambiente molto dinamico, passando dall'elevato flusso di acqua dolce durante il primaverile freshet, alla magra e alla risalita di acqua salata dal mare nel periodo estivo, ai casi di noreaster che ridisegnano la barriera di isole e il vecchio letto del fiume che forma il canale navigabile per le navi oceaniche dirette ai porti di Chatham e di Newcastle, e all'inverno, quando la superficie del golfo si copre completamente di una banchisa. La baia interna ha una profondità media di soli 4 m, mentre nel canale navigabile la profondità media va dai 6 ai 10 metri. Questa bassa profondità è la causa del notevole riscaldamento delle acque del canale nei mesi estivi. I cicli giornalieri della marea oscillano in media di un solo metro.

## Affluenti
Tra i numerosi affluenti del Miramichi i più importanti sono:
- Bartibog River
- Napan River
- Bay du Vin River
- Black River
- Northwest Miramichi River
  - Sevogle River
  - Little Southwest Miramichi River
  - North-Pole River
  - Tomogonops River
  - Portage River
  - Little River
- Southwest Miramichi River
  - Barnaby River
  - Renous River
    - Dungarvon River

  - Cains River
  - Bartholomew River
  - Taxis River